# Lorenzo Gagli
Lorenzo Gagli (Firenze, 14 ottobre 1985) è un golfista italiano.